# Asociación de Rugby del Sur

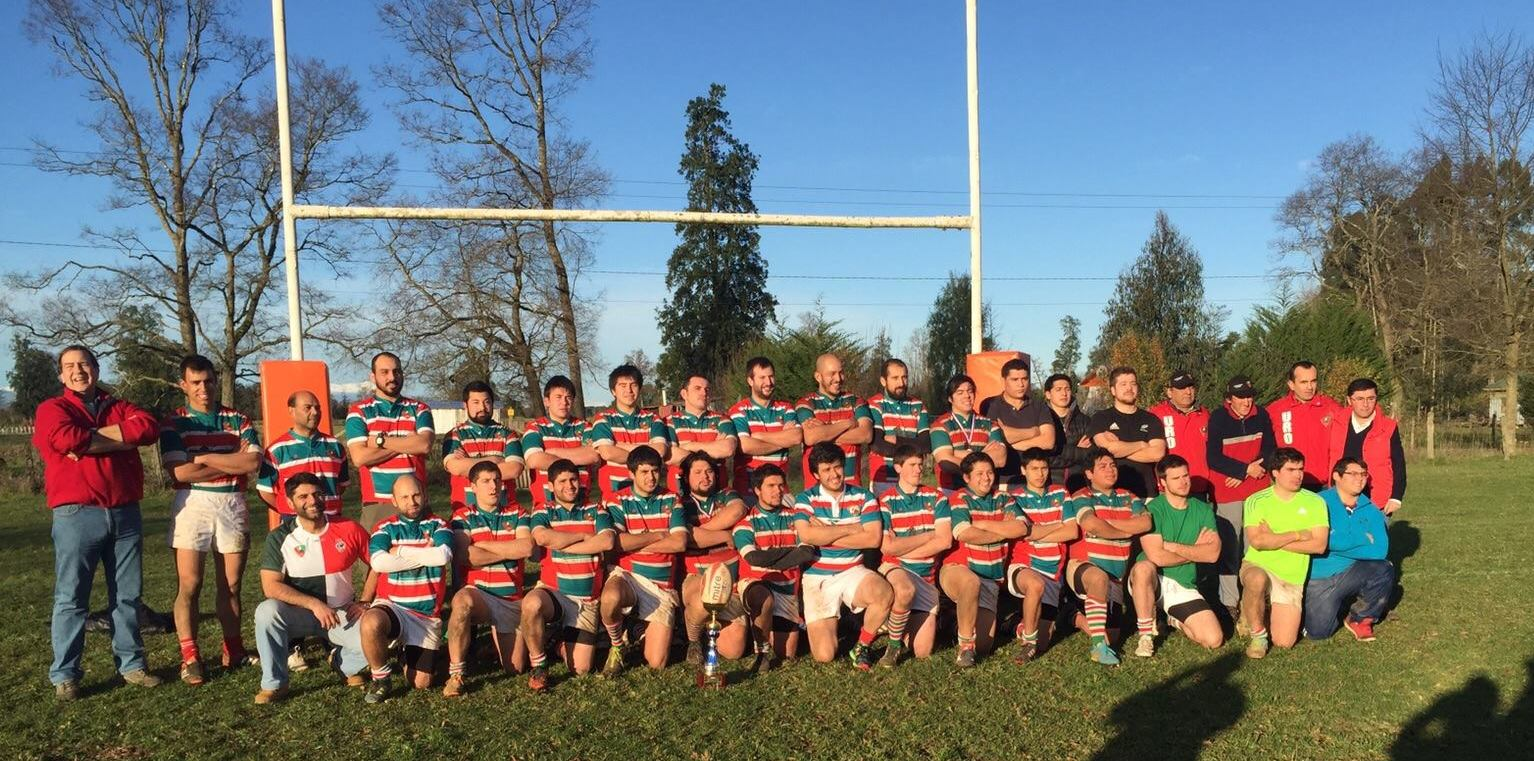
Union Rugby Osorno, équipe championne de l'ouverture de la Ligue ARUS, de la Clôture 2014 et de l'Ouverture 2015

L'Asociación de Rugby del Sur (ARUS), fondée en 2005, est affiliée à la Fédération de Rugby du Chili. Elle comprend les équipes de rugby compétitives de la Région des Fleuves et de la Région des Lacs.

## Clubs saison 2015
- Cóndor RC (Temuco)
- Austral RC (Valdivia)
- Potros RC (Rivière Bonne)
- Union Rugby Osorno (Osorno)
- Jabalíes RC (Port Varas)
- Camahuetos RC (Calbuco)
- Les Loups RC (Port Montt)
- Traukos RC (Castro)

## Concurrences

### Champions il Lie ARUS (adultes)
| An             | Champion           |
| 2006           | Jabalíes RC        |
| 2007           |                    |
| 2008           | Les Loups RC       |
| 2009           | Les Loups RC       |
| Ouverture 2010 | Austral RC         |
| Clôture 2010   |                    |
| Ouverture 2011 | Austral RC         |
| Clôture 2011   | Jabalíes RC        |
| Ouverture 2012 | Jabalíes RC        |
| Clôture 2012   | Jabalíes RC        |
| Ouverture 2013 | Austral RC         |
| Clôture 2013   | Jabalíes RC        |
| Ouverture 2014 | Austral RC         |
| Clôture 2014   | Union Rugby Osorno |
| Ouverture 2015 | Union Rugby Osorno |
| Clôture 2015   | En cours           |